# Claude Ketterer
Claude Ketterer, né en 1927 et mort en 1994, est une personnalité politique suisse, membre du parti socialiste.

## Biographie
Facteur de profession, Claude Ketterer est élu au Grand Conseil genevois en 1957 au sein duquel il siégera jusqu’en 1977. Il prend en 1963 la présidence du parti socialiste genevois. En 1966, lorsque son camarade de parti Willy Donzé accède au Conseil d'État genevois, Claude Ketterer est élu au Conseil administratif à la faveur d’une élection complémentaire. Il se voit chargé du département immobilier de la ville et de la voirie. Seul socialiste dans un exécutif bourgeois, il renonce à profiter du système de rotation qui lui aurait permis de devenir maire de la ville dans un contexte marqué par l’affaire des indemnités : des primes excessives que se sont octroyées les conseillers administratifs en poste. Cette affaire conduit ensuite ses quatre collègues à ne pas briguer une réélection et Claude Ketterer est ainsi le seul ancien du nouveau Conseil administratif qui sort des urnes en 1967. Réélu en 1971, 1975, 1979 et 1983, Claude Ketterer conserve son poste jusqu’en 1987. Il assure également à cinq reprises la fonction de Maire de Genève pendant un an. Désireux de rajeunir et de féminiser sa représentation, le parti socialiste lui préfère Jacqueline Burnand lors des élections de 1987. Claude Ketterer se présente alors en indépendant mais est battu.

### Action politique
A la tête du département de l’immobilier de la ville de Genève pendant 20 ans, Claude Ketterer a été associé aux divers projets qui ont marqué la ville durant ces années : création du nouveau quartier du Seujet, création d'une zone piétonne dans les Rues-Basses, renouvellement du quartier des Grottes, etc.
Dirigeant le département de la voirie, il a été confronté, avec ses services, à la « neige du siècle » qui a frappé Genève en février 1985. 

### Anecdote
Connu pour son nœud papillon, Claude Ketterer a raconté dans ses mémoires posthumes que le service du protocole ne l’avait obligé qu’une seule fois à porter la cravate : pour accueillir le pape Paul VI. Il accueillera par contre le pape Jean-Paul II en portant un nœud papillon.